# Vepř a Burns
Vepř a Burns (v anglickém originále Pork and Burns) je 11. díl 28. řady (celkem 607.) amerického animovaného seriálu Simpsonovi. Scénář napsal Rob LaZebnik a díl režíroval Matthew Nastuk. V USA měl premiéru dne 8. ledna 2017 na stanici Fox Broadcasting Company a v Česku byl poprvé vysílán 2. září 2017 na stanici Prima Cool.

## Děj
Skupina mnichů ručně vyrábí knihy Úklid podle japonského válečného mnicha, které mají čtenáře naučit „uvědoměle uklízet“. Zanedlouho se dozví, že si Amerika objednala jeden milion výtisků, a tak jsou všichni mniši propuštěni a místo nich knihy v továrně vyrábějí roboti. Když se jeden z robotů dozví, že na knihu dal dva přední obaly, spáchá seppuku. 
Simpsonovi navštíví springfieldskou myčku; Marge si tam koupí zmiňovanou japonskou knihu a Homer si koupí suši, které mu způsobí problémy s žaludkem. Doma se rodina znovu sejde a Marge ji přiměje, aby se řídila poselstvím knihy a vzdala se všeho, co jí už nepřináší radost. Líza se vzdá některých svých panenek Malibu Stacy, Bart tvrdí, že všechny věci mu dělají radost, a Homer se vzdá mimo jiné své bundy pana Pluhaře. Marge mu však řekne, že se musí vzdát Spider vepře a najít mu nového majitele, a tak dá na internet inzerát. Prvním zájemcem o Spider vepře je Haďák, ale Homer mu ho neprodá. 
Bart, Líza a Homer jdou s prasetem k Luigimu, kde u stolu zahlédnou Joyce Carol Oatesovou. Při pokusu o vstup s vepřem jim to Luigi zakáže, dokud se Spider vepř nestane terapeutickým zvířetem. Líza se zbaví téměř všech předmětů ve svém pokoji a zjistí, že saxofon jí už nedělá radost. Mezitím Homer vezme Spider vepře do Springfieldské jaderné elektrárny, kde za něj zaskakuje. Homer řekne Marge, že si Spider vepře bude brát s sebou, aby ho skoro neviděla. 
Na Rodinném dnu jaderné elektrárny se Líza vzdá svého saxofonu. Děti zde zamažou Spider vepře grilovací omáčkou, a tak ho Burnsovi psi napadnou a pohmoždí mu žebra. Aby se Burns vyhnul žalobě, dohodnou se Smithersem, že se o něj postarají. Doma je Líza skleslá a znuděná od chvíle, kdy vyhodila všechny své věci, a tak jí Bart pomůže tak, že se nabourá do školního rozhlasu a pustí do něj Lízinu píseň. Získá zpět svou radost, ale chybí jí její věci, a tak ji Marge vezme do Springfieldského areálu „Zamkni a zmiz“ a prozradí jí, že tam všechny věci schovala a jde si je vyzvednout (včetně saxofonu). Na Burnsově panství doktor Budgie Spider vepře vyléčí a Burns prožívá s prasetem hezké chvíle – nechce se jej tedy vzdát. Homer ho přijde zkontrolovat a vidí, jak s ním Burns tančí. Večer se pak vrátí na panství a s Bartovou a později také Smithersovou pomocí získá radostně zpět svého zvířecího přítele, a aby si ho mohl nechat, slíbí Marge, že se vzdá piva. Té noci se Homerovi zdá sen o animovaném seriálu s majonézami; z noční můry se probouzí poté, co vidí, že připravili hamburgery s ovocem.

## Přijetí

### Sledovanost
Vepř a Burns dosáhl ratingu 3,5 a sledovalo jej 8,19 milionu diváků, čímž se stal nejsledovanějším pořadem toho večera na stanici Fox.

### Kritika
Dennis Perkins z webu The A.V. Club ohodnotil díl známkou B− a uvedl: „Proč cpát tři plnohodnotné příběhy (a možná i čtvrtý) do jedné nepřehledné epizody? Je to častý neduh, ale spousta novodobých dílů Simpsonových tímto způsobem promrhala slibné dějové linie. Máme tu Homera a jeho prasečího kamaráda, kteří se dají dohromady, než se pan Burns začne zajímat o zraněného Spider vepře kvůli nehodě se psy a grilovací omáčkou. Ale to je jenom přichystáno Marginým nadšením pro japonskou knihu/filozofii proti nepořádku, v níž nabádá rodinu, aby vyhodila všechno, co jí „už nepřináší radost“ (to je epizoda), což vede k Lízinému zjištění, že jakmile se zbavila všeho kromě saxofonu (a plakátu Murphyho Krvavé dásně), ztratila veškerou radost z hraní. ‚Najednou si o svém hraní myslím to, co vy všichni,‘ běduje zděšeně. A to je další epizoda. Přihoďte k tomuto příběhu několik slibných emocionálních úderů – Homer utěšuje Lízu během záchvatu úzkosti, Bart se nabourá do školního rozhlasu, aby obnovil její lásku k jazzu – a je tu spousta dobrých nápadů, kterým nebylo dopřáno dost času na realizaci.“
Tony Sokol, kritik Den of Geek, ohodnotil díl 4,5 hvězdičkami z 5 s komentářem: „Moje nejoblíbenější scéna přichází, když Homer odmítne Haďákovu nabídku, a vezme vepře do zdánlivě serióznější dodávky s okny. Jediný pasažér sedí vzadu, připoutaný řetězem k boční lavici a oblečený do kompletního vinylového sadomasochistického poutacího obleku, doplněného o roubík. Když dodávka odjíždí, slyšíme Homerovy srdceryvné výkřiky hrůzy.“